# Istituto centrale per il catalogo unico delle biblioteche italiane e per le informazioni bibliografiche
L'Istituto centrale per il catalogo unico delle biblioteche italiane e per le informazioni bibliografiche (ICCU) è un ente pubblico che ha lo scopo principale di coordinare, promuovere e gestire il catalogo e la rete del Servizio bibliotecario nazionale (SBN).
L'ICCU è subentrato nel 1975 al preesistente «Centro nazionale per il catalogo unico», a sua volta creato nel 1951 per catalogare il patrimonio bibliografico nazionale.
L'istituto promuove ed elabora per l'intero territorio nazionale, programmi, studi ed iniziative scientifiche in tema di catalogazione, inventariazione e digitalizzazione del patrimonio bibliografico e documentario conservato nelle biblioteche appartenenti allo Stato e ad altri Enti pubblici e privati italiani. Svolge inoltre funzioni di coordinamento, nel rispetto delle autonomie locali, nell'ambito della documentazione valorizzazione e diffusione del patrimonio culturale posseduto dalle biblioteche al fine della definizione di un sistema nazionale di servizi.

## Attività
L'ICCU:
- coordina, promuove e gestisce il catalogo e la rete del Servizio bibliotecario nazionale e i servizi di prestito interbibliotecario e fornitura documenti;
- coordina, promuove e gestisce le basi dati nazionali relative al censimento dei manoscritti e alla loro bibliografia, al censimento e bibliografia del libro antico, e all'Anagrafe delle biblioteche italiane;
- gestisce i procedimenti di conformità al Servizio bibliotecario nazionale degli applicativi di gestione delle biblioteche;
- promuove e coordina l'elaborazione di normative nazionali e diffonde norme e standard internazionali, garantendo l'uniformità del catalogo e la produzione di strumenti bibliografici di controllo;
- dal 2009 è l'Agenzia nazionale per l'Italia per l'assegnazione del codice ISIL,[2][3] di cui ha curato la traduzione;[4]
- partecipa a livello internazionale alla produzione e aggiornamento di norme e di formati bibliografici;
- promuove e coordina l'elaborazione di standard e linee guida relativi alla digitalizzazione del patrimonio bibliografico e documentario, nelle fasi di archiviazione, gestione, conservazione e accesso alle risorse digitali;
- coordina il monitoraggio dei progetti di digitalizzazione e cura la pubblicazione e fruizione delle risorse digitali, integrandole con il catalogo SBN;
- coordina fin dall'origine il portale Internet Culturale;
- cura l'attività di formazione nei vari settori di competenza, elaborando prodotti didattici tradizionali e a distanza;
- partecipa a progetti internazionali in materia di diffusione dell'informazione e di digitalizzazione quali CERL, DPE, Michael, TEL, Europeana;
- esplica attività editoriale.

## Direttori
Centro nazionale per il catalogo unico delle biblioteche italiane e per le informazioni bibliografiche (1951-1975)
- Camillo Scaccia Scarafoni (1952-1957)
- Giorgio De Gregori (1958-1961)
- Elena Amico Moneti (giugno 1961-aprile 1962)
- Gina Risoldi (aprile 1962-marzo 1970)
- Luciana Mancusi (aprile 1970-luglio 1973)
- Biagia Masulli (1973-1975)

Istituto centrale per il catalogo unico delle biblioteche italiane e per le informazioni bibliografiche (1975-)
- Biagia Masulli (1975-1976)
- Angela Vinay (1976-1987)
- Giovannella Morghen (1987 o 1988-1994)
- Giovanna Mazzola Merola (1995-aprile 2001)
- Anna Maria Mandillo (reggente: maggio 2001-aprile 2002)
- Luciano Scala (aprile 2002-luglio 2004)
- Marco Paoli (gennaio 2005-marzo 2008)
- Rossella Caffo (aprile 2008-marzo 2015)
- Simonetta Buttò (maggio 2015-novembre 2023)[6]
- Giuliano Genetasio (maggio 2024-)[7]